# 南紀徳川史
『南紀徳川史』（なんきとくがわし）とは、1901年に完成した紀州藩の歴史書。
1888年に紀州徳川家当主・徳川茂承によって編纂が開始され、1901年に完成した。編纂者は旧紀州藩士・堀内信。徳川頼宣が生まれた1602年から廃藩置県が行われて茂承が東京府に移住する1871年までの期間を扱う。刊本は18冊（本文17冊、総目録1冊）。

## 概要
紀州徳川家当主・徳川茂承（第14代紀州藩主）の命によって開始され、旧紀州藩士・堀内信が1888年から1901年にかけて編纂を行った。
1899年4月に前集70巻の浄書2部が完成し、1部が紀州徳川家へ納められ、別の1部が南龍神社へ奉納された。1901年には後集100巻が完成し、紀州徳川家へ納められた。
1930年から1933年にかけて南紀徳川史刊行会が刊行した。戦後になると、1970年から1972年にかけて、名著出版より復刻刊行された。
陸奥宗光とは従兄弟であった旧紀州藩士・岡崎邦輔の孫である岡崎久彦は、本書は（幕末の）佐幕、保守の立場から書かれたものであり、陸奥の伝記には引用しにくい、としている。

## 目録
- 第5冊 - 名臣伝
- 第6冊 - 名臣伝、文学伝、武術伝
- 第7冊 - 武術伝、方技伝、俊傑伝、孝子伝、烈女伝、高僧伝
- 第8冊 - 職制
- 第9冊 - 職制
- 第10冊 - 郡制
- 第11冊 - 郡制
- 第12冊 - 財政、軍制
- 第13冊 - 軍制
- 第14冊 - 法令制度、典礼
- 第15冊 - 典礼
- 第16冊 - 服制、寺社制
- 第17冊 - 学制、城郭邸園誌、刑法